# První vláda Józefa Piłsudského
První vláda Józefa Piłsudského byla vládou Druhé Polské republiky pod vedením premiéra Józefa Piłsudského. Kabinet byl jmenován prezidentem Ignacym Mościckým 2. října 1926 po demisi třetí Bartelovy vlády. Kabinet podal demisi 27. června 1928 kvůli špatnému zdravotnímu stavu premiéra.
Piłsudski po svém jmenování oznámil, že na rozdíl od svého předchůdce se "s pány ze Sejmu bavit nebude" a "nedovolí žádné fígle". K překvapení řady politiků, včetně parlamentní levice se členy vlády stali i někteří konzervativci - ministrem spravedlnosti byl Aleksander Meysztowicz a ministrem zemědělství Karol Niezabytowski. Piłsudski tak chtěl levici ukázat, že nebude rukojmím žádné politické strany, ani takové, která jej podporovala během květnového převratu.
Piłsudski se chtěl soustředit zejména na armádu a zahraniční politiku a ne se příliš věnovat každodenní práci vlády. Často ho tedy zastupoval předchozí premiér Kazimierz Bartel, který plnil zároveň roli prostředníka mezi premiérem a maršálkem Sejmu.

## Složení vlády
| Portfej                                    | Ministr / člen vlády         | Strana    | Nástup do úřadu | Odchod z úřadu  |
| ------------------------------------------ | ---------------------------- | --------- | --------------- | --------------- |
| Předseda vlády a ministr vojenství         | Józef Piłsudski              | nestraník | 2. října 1926   | 27. června 1928 |
| Místopředseda vlády                        | Kazimierz Bartel             | nestraník | 2. října 1926   | 27. června 1928 |
| Ministr vnitra                             | Felicjan Sławoj Składkowski  | nestraník | 2. října 1926   | 27. června 1928 |
| Ministr zahraničí                          | August Zaleski               | nestraník | 2. října 1926   | 27. června 1928 |
| Ministr spravedlnosti                      | Aleksander Meysztowicz       | nestraník | 2. října 1926   | 27. června 1928 |
| Ministr náboženství a veřejného vzdělávání | Kazimierz Bartel (úřadující) | nestraník | 2. října 1926   | 9. ledna 1927   |
| Ministr náboženství a veřejného vzdělávání | Gustaw Dobrucki              | PP        | 9. ledna 1927   | 27. června 1928 |
| Ministr pokladu                            | Gabriel Czechowicz           | nestraník | 2. října 1926   | 27. června 1928 |
| Ministr průmyslu a obchodu                 | Eugeniusz Kwiatkowski        | nestraník | 2. října 1926   | 27. června 1928 |
| Ministr zemědělství                        | Karol Niezabytowski          | nestraník | 2. října 1926   | 27. června 1928 |
| Ministr zemědělských reforem               | Witold Staniewicz            | nestraník | 2. října 1926   | 27. června 1928 |
| Ministr veřejných prací                    | Jędrzej Moraczewski          | PPS-dFR   | 2. října 1926   | 27. června 1928 |
| Ministr práce a sociální péče              | Stanisław Jurkiewicz         | nestraník | 2. října 1926   | 27. června 1928 |
| Ministr komunikací                         | Paweł Romocki                | nestraník | 2. října 1926   | 27. června 1928 |
| Ministr pošt a telegrafů                   | Bogusław Miedziński          | nestraník | 9. ledna 1927   | 27. června 1928 |